# KU Leuven
Pour les articles homonymes, voir Université catholique de Louvain, KUL et Universités de Louvain.
La KU Leuven (Katholieke Universiteit Leuven ou Katholieke Universiteit te Leuven) est une université néerlandophone belge dont le siège est à Louvain. L'institution offre également des cours à Courtrai, Anvers, Gand, Bruges, Geel, Ostende, Diepenbeek, Wavre-Sainte-Catherine, Alost et Bruxelles. Elle est l'une des plus importantes universités belges et est régulièrement citée comme faisant partie des cinquante meilleures universités mondiales (voir réputation).
Avec 21 338 employés et 58 987 étudiants, il s'agit de la plus grande université néerlandophone, Flandre et Pays-Bas confondus.
La KU Leuven est membre du groupe Coimbra de la CESAER, de l'EUA, d'Una Europa et de la LERU.
À la suite de l'affaire de Louvain qui a entraîné la scission de l'université catholique de Louvain en deux entités juridiquement indépendantes (1968), l'université néerlandophone est demeurée à Louvain, sous le nom de Katholieke Universiteit te Leuven tandis que l'université francophone s'est implantée dans sa majeure partie à Louvain-la-Neuve (Brabant wallon) depuis 1972.

## Nom
Une certaine confusion peut régner sur le nom de cette institution. Avant la scission, l'université est appelée en français Université catholique de Louvain (UCL) et en néerlandais Katholieke Universiteit te Leuven (KUL). Aujourd'hui, l'appellation Université catholique de Louvain (UC Louvain) désigne la partie francophone de l'université, établie principalement à Louvain-la-Neuve, tandis que KU Leuven (officiellement Katholieke Universiteit te Leuven) désigne la partie néerlandophone, restée à Louvain.
En 2007, l'université risquait de perdre son accréditation catholique car elle poursuit des recherches non sanctionnées par l'Église en clonage thérapeutique[réf. nécessaire].

## Histoire

### Date de fondation
Pour la date de fondation deux écoles s'opposent :
- 1425 date de fondation de l'ancienne université de Louvain. En effet l'université, elle-même[12], un nombre d'historiens, d'encyclopédies[1],[2] ainsi que des sources journalistiques[3] considèrent que l'université a été fondée en 1425 car elle considère qu'il y a une certaine continuité entre l'Ancienne université de Louvain supprimé en 1797, et l'université catholique de Louvain qui a été refondé en 1834, et ce que ce soit au niveau géographique, le fait qu'elles étaient toutes les deux établies à Louvain dans les mêmes bâtiments mais aussi dans les volontés de l'épiscopat, de la ville de Louvain ainsi que celle de politicien comme Mérode qui dans leur discours ont clairement affirmé qu'il voulait recréer l'ancienne université. C'est pour cela que l'université est généralement retenue dans les classements des universités de plus de 400 ans par exemple ou affiche sur son sceau la date de 1425.
- 1834 qui est la date de la fondation de l'Université catholique de Belgique à Malines, là les personnes qui soutiennent cette thèse s'appuient notamment sur deux arrêts[13],[14],[15] qui ont refusé d'octroyer les bourses d'études de l'ancienne université à la nouvelle. En septembre 2024, Jelle Haemers, lui-même professeur d'Histoire médiévale à la KU Leuven, écrit dans le journal néerlandophone de référence De Standaard que La KULeuven a 600 ans ? C'est une fable [16]. Le philosophe et professeur à la KU Leuven et à l'UCLouvain Philippe Van Parijs, dans une carte blanche parue dans la presse nationale belge peu auparavant, en septembre 2024 également[17], donne un avis similaire sur cette question et soutenant cette deuxième thèse[18].

### 1834 - 1968

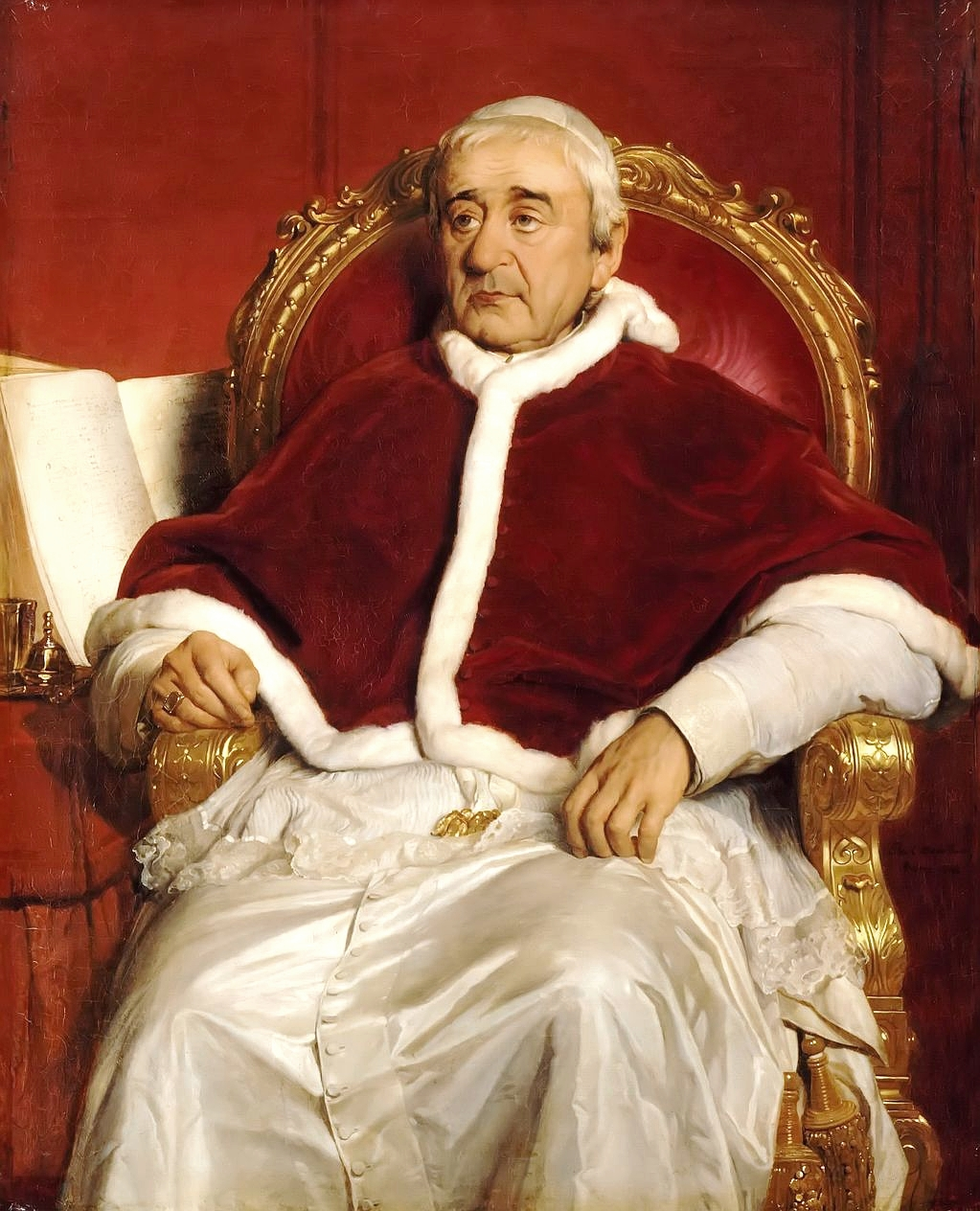
Le pape Grégoire XVI cofondateur avec les évêques de Belgique par bref du 13 décembre 1833 de l'université catholique de Malines puis de Louvain.

Sceau de la KU Leuven depuis 1990.

L'université catholique de Belgique est créée à Malines en 1834 par les évêques de Belgique à la suite de l'autorisation par bref du 13 décembre 1833, donnée par le pape Grégoire XVI, puis s'est installée à Louvain où elle remplace l'université d'État de Louvain. Louvain qui avait jadis été le siège de l'Université fondée par les ducs de Brabant en 1425 et supprimée sous Joseph II.

### Depuis 1968
L'université actuelle est issue de la scission en 1968 de l'Université catholique de Louvain en une section entièrement néerlandophone, celle-ci, et une section entièrement francophone, l'UCLouvain.
Le 15 février 2024, à l'aube du 600e anniversaire de la fondation de l'université de Louvain, la KU Leuven se rapproche à nouveau de l'UCLouvain en fondant une alliance universitaire, la Leuven Louvain University Alliance (LLUA), alliance dirigée par un comité interuniversitaire et permettant des collaborations et synergies, co-diplomations et co-directions de thèses, ou encore des publications communes.

## Organisation
À sa tête, depuis 2017, se trouve le recteur Luc Sels. Le président de la KU Leuven est depuis 2012 Herman Daems. Le chancelier est le primat de Belgique : Mgr Jozef De Kesel a donc succédé aux cardinaux Danneels et André-Joseph Léonard dans cette fonction.
La fête patronale de l'université a lieu le 2 février, c'est-à-dire à la Chandeleur. Chaque année ce jour-là, l'université remet ses titres de docteur honoris causa. Le sceau de l'université montre la Vierge Marie assise en tant que Sedes Sapientiae.
Pendant l'année universitaire 2017-2018, 58 045 étudiants étaient inscrits à la KU Leuven et se partageaient entre 15 facultés. La KU Leuven offre 62 formations universitaires de base et 185 formations continues. La KU Leuven est membre du Groupe de Coimbra et de la Ligue européenne des universités de recherche.

## Campus
La KU Leuven a plusieurs Campus. Sur Louvain les étudiants sont répartis sur trois campus (41 940 étudiants) :
- Louvain ;
- Heverlee (Campus Arenberg I, II, III en IV) ;
- Gasthuisberg.

À côté de Louvain, la KU Leuven est présente dans dix autres villes :
- Alost (49 étudiants - sur le campus de la haute école KAHO) ;
- Anvers (1 243 étudiants - campus Carolus et 657 étudiants - Sint-Andries) ;
- Bruges (528 étudiants - Kulab) ;
- Bruxelles (3 905 étudiants - Katholieke Universiteit Leuven campus Brussel et 567 étudiants - campus Sint-Lucas) ;
- Diepenbeek (877 étudiants - en collaboration avec l'UHasselt) ;
- Geel (485 étudiants - sur le campus de Haute-école Thomas More) ;
- Gand (1 324 étudiants - sur le campus de la haute-école KAHO et 1 354 étudiants - campus Sint-Lucas) ;
- Courtrai (1 370 étudiants - KULAK) ;
- Wavre-Sainte-Catherine (690 étudiants - Institut De Nayer).

## Bâtiments

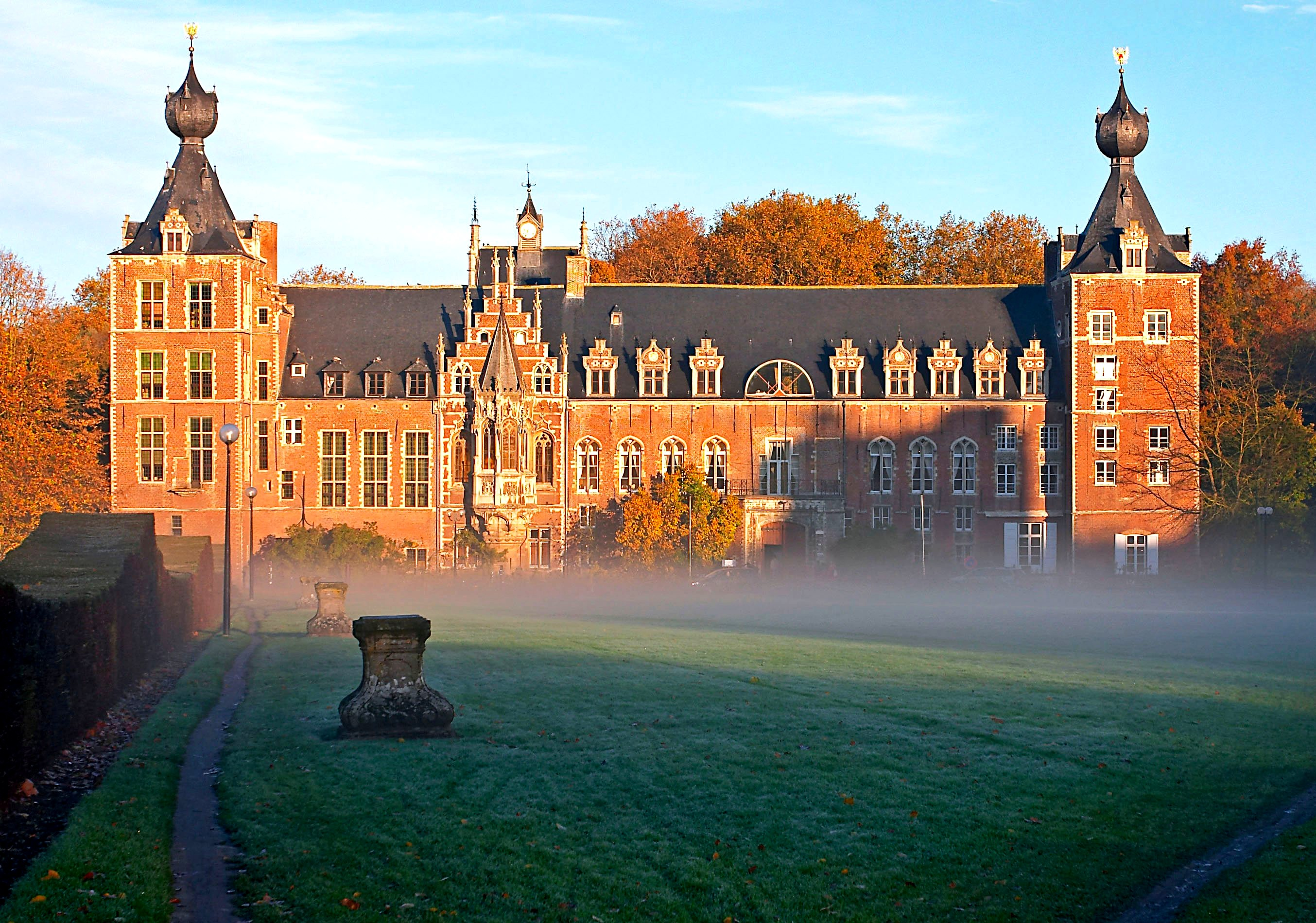
Le château Arenberg, sur le campus d'Heverlee.

Le plus vieux et plus grand campus est à Louvain. Les bâtiments universitaires sont dispersés à travers toute la ville, et à Heverlee et Rillaar. Elle étendit, tout au long de son histoire, son parc immobilier soit par la construction de bâtiments nouveaux à son intention particulière, soit par acquisition d’immeubles existants, dont quelques-uns historiques, notamment :
- la halle aux draps ;
- la bibliothèque universitaire ;
- le château d'Arenberg, à Heverlee.

## Réputation
En 2018, la KU Leuven est classée 86e au classement de Shanghaï.
Elle est également classée 48e meilleure université du monde en 2019 au classement du Times Higher Education, 15e européenne et, en 2016, 5e meilleure des universités de plus de 400 ans. Quant au classement Classement mondial des universités QS, l'université louvaniste se place à la 80e position en 2019.
En outre, la KU Leuven obtient la 1re place du classement Reuters Top 100 Europe's Most Innovative Universities de 2016 à 2019.

## Controverse
Lors d’un bizutage, les 4 et 5 décembre 2018, ayant impliqué plusieurs élèves infligeant le « rituel » à d’autres, dont trois furent admis à l’hôpital de Malle, un des étudiants, Sanda Dia, décède en raison d’une sévère hypothermie et d’une salinité sanguine très élevée, due aux substances qu’il s’était vu contraint d’absorber pendant le bizutage, et qui ont entraîné la défaillance de plusieurs organes.
L’école est depuis pointée du doigt en raison du laxisme de la justice et de la légèreté de la peine envers les étudiants responsables, mais surtout, concernant l’école, du manque de sérieux concernant les décisions et mesures prises compte tenu du contexte.
Des manifestations ont eu lieu à la suite de vives polémiques, sur fond de « protection des élites », dénonçant une justice de classe.

## Galerie commémorative

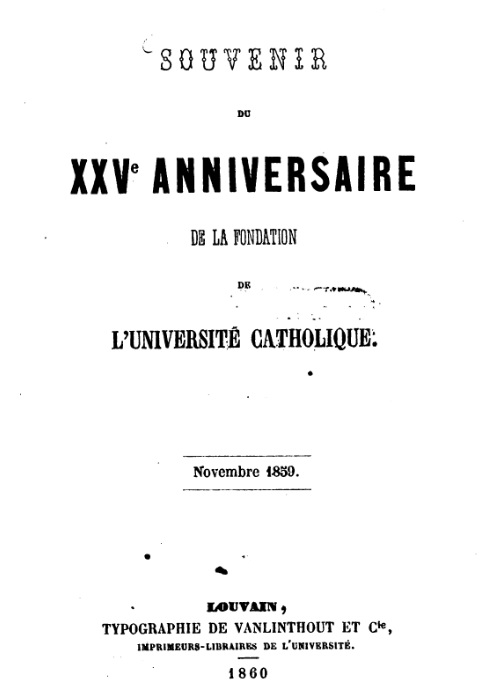
Livre publié pour célébrer le 25e anniversaire de la fondation de l'Université catholique de Louvain le 3 novembre 1859.
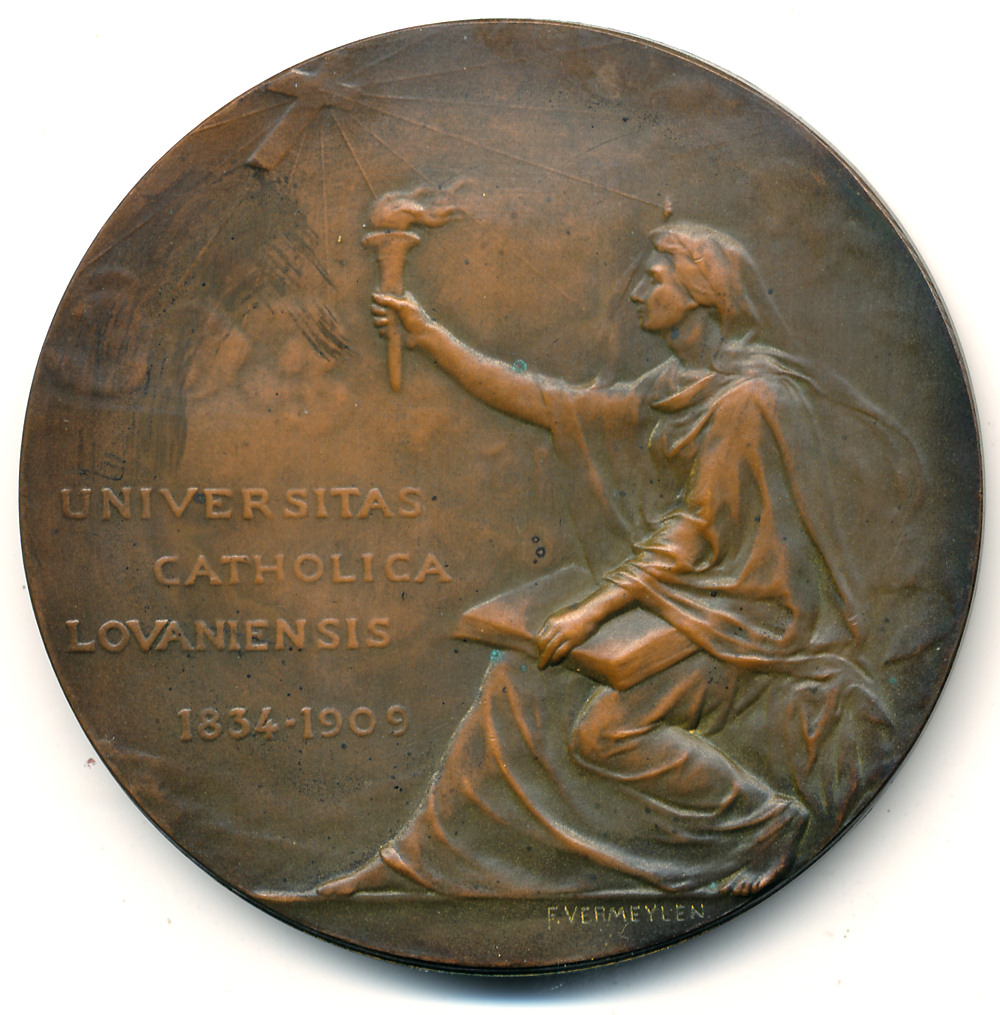
75e anniversaire de la réinstallation de l'université catholique de Louvain 1834-1909, médaille bronze, 60 mm, signée Frantz Vermeylen.
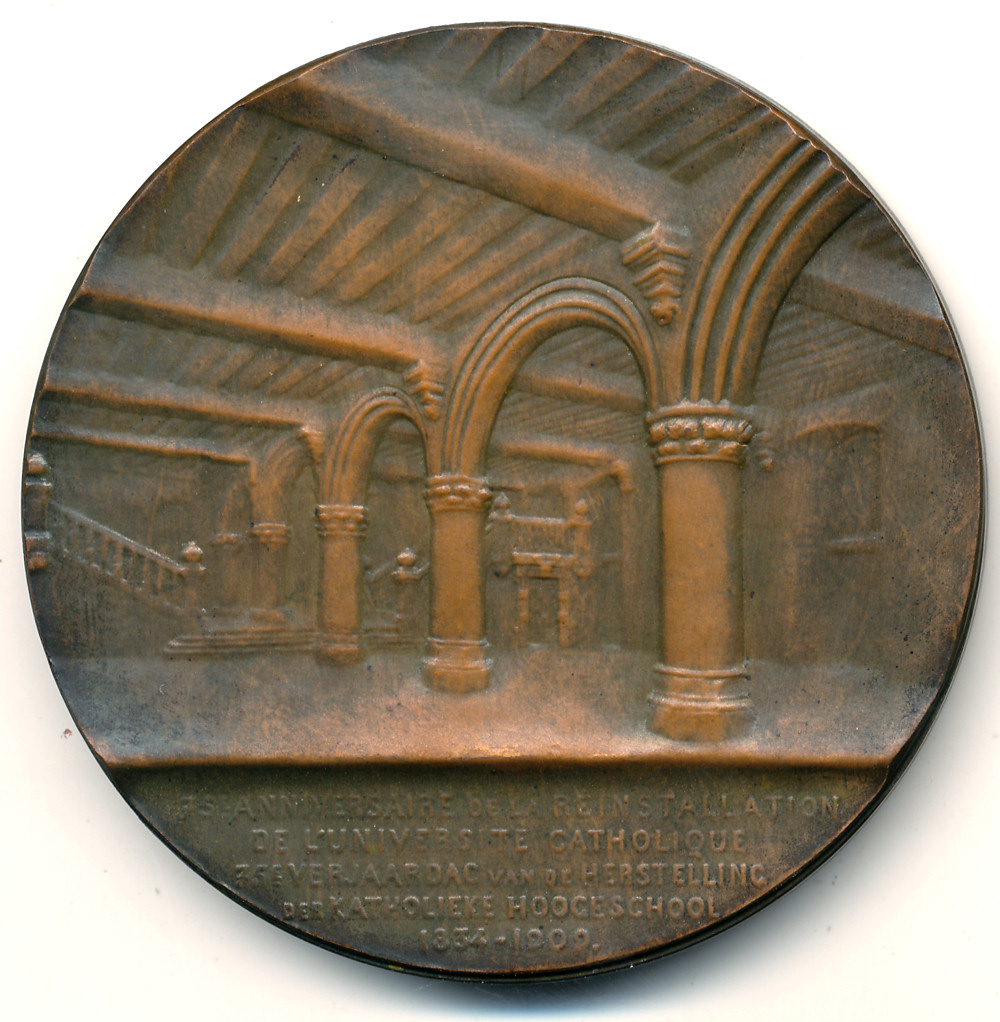
Revers de la médaille, la grande et belle salle des pas-perdus des Halles de Louvain.

## Personnalités liées à l'université

### Docteurshonoris causa
Le roi Albert II et son fils aîné, le roi des Belges Philippe, ainsi que, entre autres, Umberto Eco, Jacques Delors, Paolo Dall'Oglio et Gaston Thorn[Quand ?] sont docteur honoris causa de la KU Leuven.
- 1972 : John Kenneth Galbraith (1908-2006) ;
- 1977 : Eugène Ionesco (1909-1994).
- 1980 :
  - Óscar Romero (1917-1980) ;
  - Nadine Gordimer (1923-2014).
- 1983 : Helmut Schmidt (1918-2015) ;
- 1989 : Jacques Derrida (1930-2004).
- 1996 :
  - Helmut Kohl (1930-2017) ;
  - Bartholomée Ier de Constantinople (1940-).
- 1997 :
  - Alan Greenspan (1926-) ;
  - Martha Nussbaum (1947-).
- 1998 : Muhammad Yunus (1940-) ;
- 2000 : Mary Robinson (1944-) ;
- 2002 : Carla Del Ponte (1947-) ;
- 2003 : Mario Vargas Llosa (1936-) ;
- 2004 : Manuel Castells (1942-) ;
- 2005 : Roger Penrose (1931-).
- 2007 :
  - Roberto Benigni (1952-) ;
  - David Grossman (1954-).
- 2008 : Jared Diamond (1937-).
- 2009 :
  - Marjane Satrapi (1969-) ;
  - Sari Nusseibeh (1949-).
- 2010 :
  - Radhika Coomaraswamy (1953-) ;
  - Jean-Pierre et Luc Dardenne (1951- / 1954-).
- 2011 :
  - Timothy Garton Ash (1955-) ;
  - Rowan Williams (1950-) ;
  - Maria Nowak (1935-2022).
- 2012 :
  - Navanethem Pillay (1941-) ;
  - Jacques Rogge (1942-2021) ;
  - Christine Lagarde (1956-).
- 2013 :
  - Rita Carter (1949-) ;
  - Leon Chua (1936-) ;
  - Tamás Roska (1940-2014) ;
  - António Damásio (1944-) ;
  - Hugues Duffau (1966-) ;
  - Dennis Selkoe (1943-).
- 2014 :
  - Neera Adarkar (1949-) ;
  - Abhijit Vinayak Banerjee (1961-) ;
  - Michael Marmot (1945-) ;
  - Fiona Stanley (1946-).
- 2015 :
  - Philippe Claudel (1962-) ;
  - Ban Ki-moon (1944-) ;
  - Michelle Bachelet (1951-).

### Prix Nobel

#### Université catholique de Louvain (1835-1968)
- 1909 : Auguste Beernaert (1829-1912) - Paix ;
- 1958 : Dominique Pire (1910-1969) - Paix.